# Gzip
gzip es una abreviatura de GNU ZIP, un software libre GNU que reemplaza al programa compress de UNIX. gzip fue creado por Jean-loup Gailly y Mark Adler. Apareció el 31 de octubre de 1992 (versión 0.1). La versión 1.0 apareció en febrero de 1993.
gzip se basa en el algoritmo Deflate, que es una combinación del LZ77 y la codificación Huffman. Deflate se desarrolló como respuesta a las patentes que cubrieron LZW y otros algoritmos de compresión y limitaba el uso del compress.
No se debe confundir gzip con ZIP, el cual no es compatible. gzip sólo comprime archivos, pero no los archiva. Debido a esto a menudo se usa junto con alguna herramienta para archivar (popularmente tar).
Para hacer más fácil el desarrollo del software que usa compresión, se creó la biblioteca zlib. Soporta el formato de ficheros gzip y la compresión deflate. Esta biblioteca se usa mucho porque es pequeña, eficiente y muy versátil. Gzip y zlib fueron implementadas por Jean-Loup Gailly y Mark Adler. Desde finales de los noventa se ha producido algún movimiento de gzip a bzip2 que a menudo produce archivos más pequeños aunque es más lento.
El formato de compresión zlib, el algoritmo deflate y el formato gzip fueron estandarizados como RFC 1950, RFC 1951 y RFC 1952 respectivamente.
Normalmente, la extensión de los archivos comprimidos con gzip es .gz. El software de Unix a menudo se distribuye como ficheros con extensión .tar.gz o .tgz, llamados tarballs. Son archivos empaquetados con tar y comprimidos con gzip. Se pueden descomprimir con gzip -d fichero.tar.gz o desempaquetar con tar -xzf archivo.tar.gz. Hoy en día, cada vez se distribuye más y más software como fichero.tar.bz2 debido a las ventajas de la compresión bzip2.[cita requerida]